# Денис Уайз
Денис Уайз е английски футболист, полузащитник. Участник на Евро 2000. Дългогодишен капитан на един от най-известните английски клубове – Челси, където прекарва по-голямата част от кариерата си – 11 сезона.

## Кариера
Уайз започва професионалната си кариера в Уимбълдън. Играе 5 сезона в „Щурата банда“ и им помага да се задържат в тогавашната Първа дивизия. На 3 юли 1990 година е купен от Челси за 1,6 млн. евро. Първоначално играе като крило, но при „сините от Лондон“ е преквалифициран в централен полузащитник. През сезон 1991/92 става голмайстор на тима с 14 попадения. През 1993 става капитан на Челси. Година по-късно печели ФА Къп. Печели този трофей още 2 пъти – през 1997 и 2000. През 1998 печели Карлинг Къп. Същата година той е и капитан на отбора, спечелил КНК. През сезон 1998/99 Уайз е наказан за 15 мача. През 2001 треньорът Клаудио Раниери продава Денис, за да може да залага на по-млади играчи. Халфът изиграва общо 445 мача и вкарва 76 гола с екипа на Челси. Той е вторият халф с най-много голове в цялата история на клуба. На 25 юли 2001 подписва с Лестър Сити, но остава там само 1 сезон, който е много неуспешен. Денис вкарва само 1 гол в 17 мача и напуска в посока Милуол. През 2003 става играещ треньор в Милуол, а година по-късно ги извежда до финал за ФА Къп. В края на сезон 2004/05 е уволнен. През септември 2005 отново е играещ треньор, но този път в Саутхамптън. Изиграва 11 мача и вкарва 1 гол. На 19 януари 2006 бившият му треньор в Лестър Мики Адамс го взима за 1 сезон в Ковънтри Сити. На 9 май 2006 контрактът му изтича и той слага край на кариерата си. От 2006 до 2008 Денис е начело на Лийдс Юнайтед.